# Hablé de ti
« Hablé de Ti » es una canción del cantautor puertorriqueño de reggaetón Yandel . Fue escrito por Yandel y Marcos Masis, producido por Tainy y Mr. Earcandy,  y lanzado como sencillo principal de su segundo álbum de estudio, De Líder a Leyenda (2013) el 10 de julio de 2013.  El video musical que acompaña a la canción fue filmado en junio de 2013 en Los Ángeles, California y se estrenó en VEVO el 29 de julio de 2013, y fue dirigido por Carlos Pérez. El vídeo tiene más de 27 millones de visitas en YouTube.  También se grabó una versión en inglés de la canción que se incluyó en De Líder a Leyenda .

## Listas

### Listas semanales
| Lista (2013)                               | Mejor posición |
| ------------------------------------------ | -------------- |
| México Español (Billboard Mexican Airplay) | 41             |
| US Hot Latin Songs (Billboard)             | 5              |
| US Latin Airplay (Billboard )              | 1              |
| US Latin Rhythm Airplay (Billboard)        | 1              |
| US Latin Pop Airplay (Billboard)           | 1              |
| US Tropical Airplay (Billboard)            | 1              |

### Listas de fin de año
| Lista (2013)                   | Posición |
| ------------------------------ | -------- |
| US Hot Latin Songs Billboard ) | 28       |

## Historial de lanzamientos
| País           | Fecha                | Formato          | Etiquetas)                       |
| -------------- | -------------------- | ---------------- | -------------------------------- |
| Mundial        | 10 de julio de 2013  | Descarga digital | Sony Music Latina ( Sony Music ) |
| Estados Unidos | 8 de octubre de 2013 | Descarga digital | Sony Music Latina ( Sony Music ) |